# اچ‌ام‌اس اینترپید (دی۱۰)
اچ‌ام‌اس اینترپید (دی۱۰) (به انگلیسی: HMS Intrepid (D10)) یک کشتی بود که طول آن ۳۲۳ فوت (۹۸٫۵ متر) بود. این کشتی در سال ۱۹۳۶ ساخته شد.